# Vojtech Regec
Vojtech Regec (* 1982) je český speciální pedagog a vysokoškolský učitel, od roku 2022 děkan Pedagogické fakulty Univerzity Palackého (PdF UP).

## Život
Narodil se v roce 1982, původem je ze Slovenska. V roce 2005 absolvoval studium speciální pedagogiky na Univerzitě Komenského v Bratislavě (konkrétně na její Pedagogické fakultě) a získal magisterský titul. V letech 2006 až 2010 poté na Pedagogické fakultě Univerzity Palackého studoval speciální pedagogiku v rámci doktorského studia, roce 2010 získal titul Ph.D. a v roce 2016 se v oboru na PdF UP také habilitoval. V letech 2012 až 2014 byl členem akademického senátu PdF UP.
V letech 2014 až 2018 působil Regec na PdF UP jako proděkan pro zahraniční záležitosti, v letech 2018 až 2022 byl pak proděkanem pro pro vědu, výzkum a doktorská studia a statutární zástupce tehdejší děkanky Libuši Ludíkové. V únoru 2022 se ujal funkce děkana PdF UP, když ve funkci nahradil dosavadní děkanku Ludíkovou, kterou ve volbě v lednu 2022 porazil již v prvním kole volby.